# 夏島安蠣盾介殼蟲
夏島安蠣盾介殼蟲（学名：Andaspis hawaiiensis）为盾介殼蟲科安蠣盾介殼蟲屬下的一个种。